# Murshid Quli Khan
 (décembre 2020).
Le contenu est difficilement compréhensible vu les erreurs de traduction, qui sont peut-être dues à l'utilisation d'un logiciel de traduction automatique.
 (décembre 2020).
Murshid Quli Khan, également connu sous le nom de Mohammad Hadi et né sous le nom de Surya Narayan Mishra (c. 1670 - 30 juin 1727), est le premier nawab du Bengale de 1717 à 1727.
Né hindou dans le plateau du Deccan c. 1670, Murshid Quli Khan est acheté par le noble moghol Haji Shafi. Après la mort de Shafi, il travaille sous le divan de Vidarbha, pendant lequel il attire l'attention de l'empereur de l'époque Aurangzeb, qui l'envoie au Bengale en tant que divan circa. 1700. Cependant, il entre dans un conflit sanglant avec les subahdar, Azim-us-Shan de la province. Après la mort d'Aurangzeb en 1707, il est transféré sur le plateau du Deccan par le père d'Azim-us-Shan, l'empereur moghol Bahâdur Shâh. Cependant, il est ramené comme subahdar adjoint en 1710. En 1717, il est nommé « Nawab Nazim » de Murshidabad par Farrukhsiyar. Pendant son règne, il change le système de jagirdari (gestion des terres) en mal jasmani, qui se transformera plus tard en système de zamindari. Il a également continué à envoyer les revenus de l'État à l'Empire moghol. Il construit la mosquée Katra Masjid à Murshidabad où il est enterré sous les marches de l'escalier après sa mort le 30 juin 1727. Son gendre Shuja ud Din Muhammad Khan lui succède.

## Jeunesse
Selon Sir Jadunath Sarkar, Murshid Quli Khan était à l'origine un hindou et portait le nom de  Surya Narayan Mishra, né sur le plateau du Deccan c. 1670. Le livre Ma'asir al-umara soutient cette affirmation. À l'âge d'environ dix ans, il est vendu à un Persan nommé Haji Shafi qui l'a circoncis, et l'a élevé sous le nom de Mohammad Hadi. c. 1690, Shafi quitte son poste à la cour moghole et retourne en Perse accompagné de Murshid Quli Khan. Environ cinq ans après la mort de Shafi, Murshid retourne en Inde et travaille sous Abdullah Khurasani, le Diwan de Vidarbha dans l'Empire moghol. En raison de son expertise en matière de collecte de revenus, il est remarqué par l'empereur moghol Aurangzeb et joue un rôle important dans l'application des stratégies financières de Fatwa Alamgiri basées sur la charia.
Contrairement aux autres dirigeants islamiques, Murshid Quli Khan n'a qu'une seule femme, Nasiri Banu Begum, et aucune concubine. Il a trois enfants, deux filles et un fils. Une de ses filles est devenue l'épouse du Nawab Shuja-ud-Din Muhammad Khan et la mère de Sarfaraz Khan.

## Première nomination au Bengale

### Conflit avec Azim-us-Shan
Aurangzeb nomme Quli Khan Diwan du Bengale c. 1700. À cette époque, Azim-us-Shan, un petit-fils de l'empereur moghol, est le « subahdar » de la province. Il n'était pas heureux de cette nomination car il avait l'intention d'utiliser les revenus collectés auprès de l'État pour financer sa campagne d'occupation du trône moghol après la mort d'Aurangzeb. Immédiatement après avoir été nommé à ce poste, Quli Khan se rend à Jahangirnagar (aujourd'hui Dhaka) et transfère des fonctionnaires du service d'Azim-us-Shan à lui-même, ce qui indispose Azim-us-Shan.

### Tentative d'assassinat
Azim-us-Shan tente d'assassiner Quli Khan. Profitant du fait que les soldats n'ont pas encore été payés, il les convainc qu'Quli Khan est responsable de la situation. Il prévoit de le confronter au sujet du non-paiement des salaires, et il serait alors poignardé.
Un matin, alors que Quli Khan va rencontrer Azim-us-Shan, des soldats, sous la direction d'Abdul Wahid, l'entoure et lui demande leur salaire. Mais, selon l'historien Chowdhury, Quli Khan savait qui avait manipulé les soldats, il leur déclare alors : « Vous avez conspiré pour m'assassiner. Souvenez-vous que l'« Alamgir » (Aurangzeb) va tout savoir. Abstenez-vous de faire de telles choses, car c'est une façon de manquer de respect à l'empereur. Faites attention ! Si vous me tuez, vous en subirez les conséquences. »
Azim-us-Shan est inquiet que Quli Khan connaisse ses plans d'assassinat et craint la réaction d'Aurangzeb. Quli Khan se comporte comme s'il ne savait rien du plan, assurant qu'ils resteraient amis à l'avenir. Cependant, il écrit à Aurangzeb à ce sujet, qui à son tour envoie une lettre — Avertissant Shan que si Quli Khan était « blessé, alors il se vengerait ».

## Fondation de Murshidabad
Quli Khan ne se sent pas en sécurité à Dhaka, il a donc déménagé le siège du diwani à Mukshudabad, fondé au XVIe siècle par un commerçant nommé Mukshud Khan, qui y a également construit un sarai. Sur la carte du voyageur néerlandais Valentijn, la ville était représentée comme une île du Gange. Selon l'historien Nikhilnath Roy, sous le règne du sultan Hussain Shah, il a été guéri de la fièvre par la sauge, c'est pourquoi la ville a reçu son nom en 1702. Mukshudabad était situé dans la partie centrale du Bengale, ce qui permettait de communiquer facilement dans toute la province. La ville étant située sur les rives du Gange, des sociétés commerciales européennes y avaient également établi leurs bases. Quli Khan pense qu'il lui serait facile de surveiller leurs activités. Il déplace les banquiers dans la nouvelle ville. Azim-us-Shan se sent trahi car cela a été fait sans sa permission. L'historien Chowdhury explique que Quli Khan a pu faire cela parce qu'il avait le « soutien » d'Aurangzeb. Un an plus tard, en 1703, Aurangzeb transfère le siège du Bengale au Bihar et Farrukhsiyar devient le subahdar titulaire de la province. Le bureau de subah est ensuite transféré à Mukshudabad. La ville devient un centre pour toutes les activités de la région.
Quli Khan se rend à Bijapur pour rencontrer Aurangzeb, et lui remettre les revenus générés par la province. L'empereur étant satisfait de son travail, il lui a offert des vêtements, des drapeaux, des nagra et une épée. Il lui donne également le titre de Murshid Quli et lui donne la permission de renommer la ville Murshidabad (la ville de Murshid Quli Khan).
La date à laquelle la ville a été rebaptisée est contestée par les historiens. Sir Jadunath Sarkar dit qu'on lui a donné ce titre le 23 décembre 1702, et que son retour dans la ville aurait pris au moins trois mois ; Mukshudabad a donc été rebaptisée en 1703. Mais selon le journal Tarikh-i-Bangla, et l'historien persan Riwaz-us-Salatin, la ville a été rebaptisée en c. 1704. Chowdhury estime que cette date « pourrait être la bonne » car le représentant de la British East india Company dans la province Orissa a rencontré Quli Khan au début de l'année 1704. Le fait que les premières pièces émises à Murshidabad soient datées de 1704 est une preuve évidente de l'année du changement de nom.

## Règne

### Décès d'Aurangzeb
Jusqu'à la mort d'Aurangzeb en 1707, tous les pouvoirs du subahdar sont entre les mains de Quli Khan. Le père d'Azim-us-Shan Bahâdur Shâh lui succède. Il reconnait son fils comme subahdar de la province et fait de Quli Khan son adjoint. Azim-us-Shan influence son père pour qu'il expulse Quli Khan de la province. En conséquence, il est nommé diwan du Deccan en 1708, et occupe ce poste jusqu'en 1709.
Mais, en 1710, Quli Khan est nommé Dewan (agent des recettes) de la province sur les conseils de nous-Shan. Selon Sarkar, il l'a fait pour lui faire allégeance, car il pensait qu'il serait impossible d'occuper le trône de Delhi sans le soutien de la noblesse locale. Bien qu'il soit de retour la relation avec le prince moghol en reste entachée.
Le Shah est remplacé par Jahandar Shah en 1712, (27 février 1712-11 février 1713) et il est suivi par Farrukhsiyar en 1713. En 1717, il donne à Quli Khan le titre de Zafar Khan et le nomme Subahdar du Bengale, occupant ainsi ce poste  et celui de diwan en même temps. Il se déclare nawab du Bengale et devient le premier nawab indépendant de la province. La capitale est déplacée de Dhaka à Murshidabad.

### Revenu
Quli Khan a remplacé le système moghol du jagirdari par le système du mal jasmani, qui est similaire à celui de la France (Ferme générale). Il prenait des cautions auprès des percepteurs ou ijardaars, qui percevaient ensuite les revenus fonciers. Bien qu'au début, il restait de nombreux jagirdars, ils furent rapidement évincés par les percepteurs, qui furent plus tard connus sous le nom de « zamindars ».
Quli Khan poursuit sa politique d'envoi d'une partie des recettes collectées à l'Empire moghol. Il le fait même lorsque l'empire était en déclin, l'empereur n'ayant aucun pouvoir, car le pouvoir se concentrait dans les mains des faiseurs de rois. Il justifiait son action en disant qu'il serait impossible de diriger l'Empire moghol sans les revenus qu'il envoyait. L'historien Chowdhury dit que sa véritable raison était de montrer sa loyauté à l'empereur moghol afin qu'il puisse diriger l'État selon ses propres souhaits.
Les archives montrent que chaque année, un crore (dix millions) et trente lakh (cent mille) roupies était envoyée comme revenu à l'empereur moghol. En plus de l'argent, les revenus étaient également payés en nature. Quli Khan lui-même transportait l'argent et d'autres formes de revenus avec l'infanterie et la cavalerie jusqu'au Bihar, où ils étaient remis au collecteur moghol.

### Construction
Murshidabad étant la capitale du Bengale, il devient nécessaire pour Quli Khan de construire des bâtiments et des bureaux pour les travaux à effectuer à partir de cette ville. Dans la région de Dugharia, il construit un palais, un diwankhana (« bureau de collecte des recettes », une cour du Trésor). Il construit également une auberge et une mosquée pour les voyageurs étrangers. Il construit un hôtel des monnaies dans la ville en 1720. Dans l'est de la ville, il construit la mosquée Katra Masjid en 1724 où il est enterré après sa mort.

### Murshidabad
Sous le règne de Quli Khan, les habitants de Murshidabad participent à de nombreux festivals. L'un d'entre eux était le punyah qui avait lieu la dernière semaine du mois bengali du Chaitra. Les zamindar, ou leurs représentants, y participaient. Cependant, la fête qui était célébrée avec le plus grand faste est le Mawlid la fête pour célébrer la naissance du prophète Mahomet. Pendant le Mawlid, des gens des provinces voisines venaient dans la ville pour faire la fête. Sur ordre de Quli Khan, des chirag ou lampes étaient allumées dans tous les lieux religieux tels que les mosquées et les imambararas.
Quli Khan a également imité la tradition moghole de tenir un durbar dans la ville, auquel ont participé les banquiers de la ville, les touristes étrangers et les représentants des entreprises européennes. En raison de l'augmentation des échanges commerciaux, une nouvelle classe d'hommes d'affaires est apparue, qui a également assisté à son durbar. En raison de sa nature pieuse, Quli Khan suivait strictement l'Islam et, selon les règles islamiques, les visiteurs étaient nourris deux fois par jour.
Avant que Quli Khan ne soit le nawab de Murshidabad, la ville était un exportateur majeur de riz à travers l'Inde. Mais, après être devenu le nawab c. 1720, il adopte une loi interdisant l'exportation de riz. Pour cette raison, le coût du riz dans la région a augmenté Selon son ministre Gulam Hussain, le coût est devenu d'un roupie pour cinq mon.
L'historien Chowdhury affirme que la condition des hindous pendant son règne est « généralement bonne » car « ils sont devenus plus riches » (sic). Bien que Quli Khan soit musulman, les hindous étaient employés au service des impôts principalement parce qu'il pensait qu'ils étaient des experts dans le domaine ; ils pouvaient également parler couramment le perse. Cependant, s'ils étaient reconnus coupables de tricherie, Quli Khan leur infligeait des peines sévères par rapport à celles imposées aux musulmans.

## Décès et succession

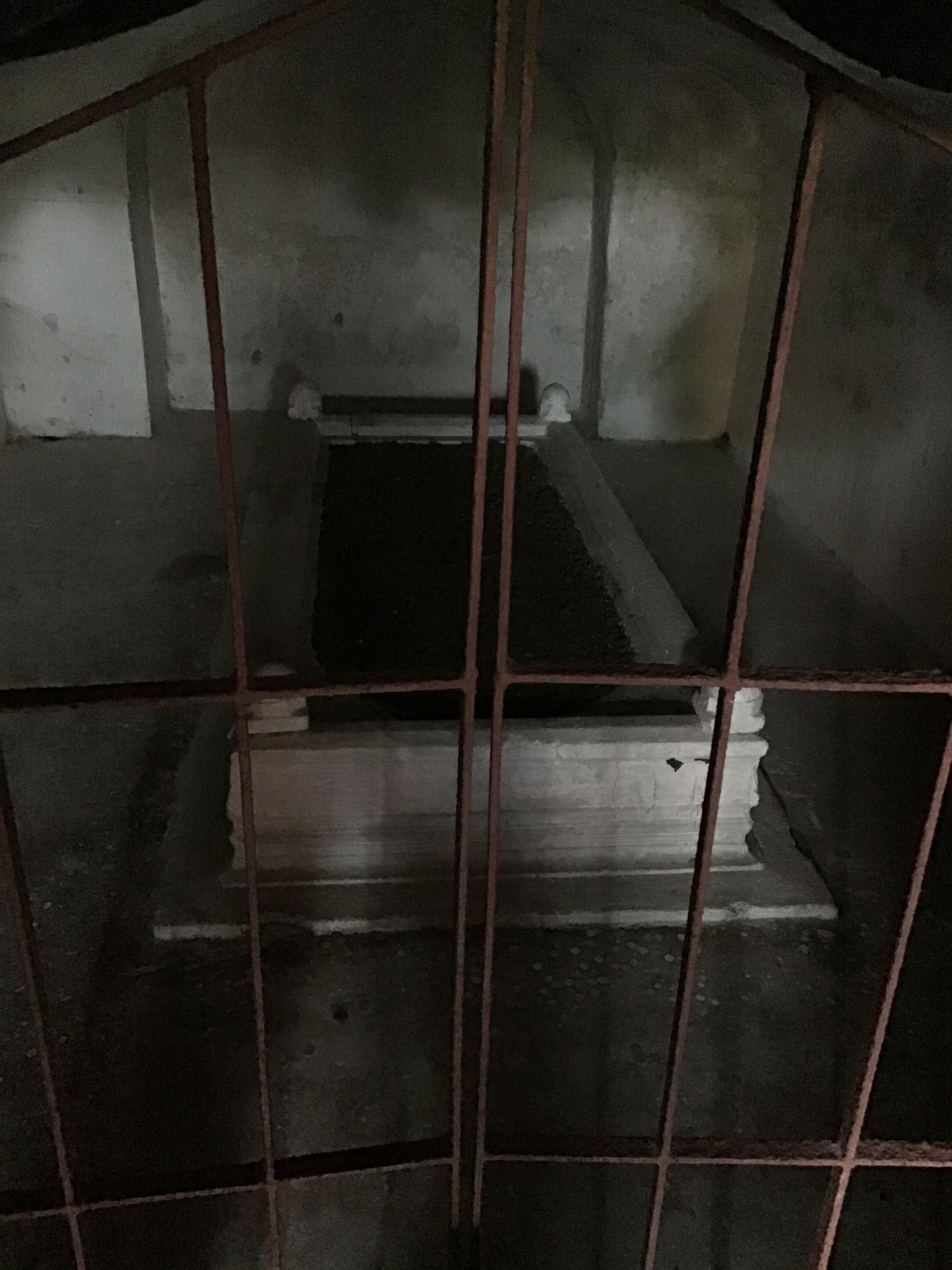
La tombre de Quli Khan, sous les escaliers de Katra Masjid.

Quli Khan est mort le 30 juin 1727. Son petit-fils Sarfaraz Khan lui succède. Mais son beau-fils Shuja-ud-Din Muhammad Khan n'accepte pas la succession et prévoit de lui faire la guerre. Sarfaraz Khan abandonne sans combattre et Shuja-ud-Din devient le nawab en 1727. Sarfaraz monte sur le trône après la mort de son père en 1739 pour être vaincu et remplacé par Alivardi Khan en 1740. Siraj ud-Daulah devient nawab en 1756, mais est vaincu par la Compagnie britannique des Indes orientales en 1757 lors de la bataille de Plassey, qui établit le pouvoir de la compagnie.